# ناحية خناصر
ناحية خناصر إحدى نواحي سوريا تتبع إداريّاً لمحافظة حلب منطقة السفيرة ومركزها بلدة خناصر، بلغ تعداد سكان الناحية 17,618 نسمة حسب التعداد السكاني لعام 2004.

## بلدات وقرى ناحية خناصر
عبدة موسى، حجارة كبيرة، شلالة كبيرة، هربكية، هواز، جب العلي، جب الأعمى، جب جاسم،  خناصر ، قليعة، راهب، رملة، رسم النفل، رسم السيالة، رسم حمد، زبد، بطحة أم ميال، حبس، روضة الفطامي، قرباطية، كويس.